# Bad Animals
Bad Animals (с англ. Плохие животные) — девятый студийный альбом американской рок-группы Heart, выпущенный 15 мая 1987 года лейблом Capital Records.

## Об альбоме
Альбом продолжает мейнстримный хард-рок стиль одноимённого релиза группы 1985 года, при этом пользуется аналогичным успехом. Он достиг второго места в американском Billboard Top Pop Albums в августе 1987 года и был сертифицирован трижды платиновым Американской ассоциацией звукозаписывающей индустрии (RIAA) 4 июня 1992 года. На международном уровне Bad Animals вошли в пятёрку лучших в Канаде, Финляндии, Норвегии, Швеции и Швейцарии, а также в десятку лучших в Соединённом Королевстве.
Альбом породил сингл номер один в США «Alone», в то время как «Who Will You Run To» достиг седьмой строчки, «There’s the Girl» достигла 12-й, а «I Want You So Bad» достигла 49-й. Bad Animals получили номинацию на премию «Грэмми» за лучшее рок-исполнение дуэтом или группой на 30-й ежегодной премии «Грэмми» в 1988 году.
В альбоме есть несколько кавер-версий песен: «Alone» первоначально была записана дуэтом i-Ten в их альбоме 1983 года Taking a Cold Look, в то время как «Wait for an Answer» была первоначально записана Далбелло на её диске 1984 года Whomanfoursays.
Название альбома отсылает к ситуации, с которой группа столкнулась в отеле Северной Каролины. Собака вокалистки Энн Уилсон путешествовала вместе с ней, а охрана отеля проинформировала группу, что по закону Северной Каролины проносить животное в гостиничный номер считается преступлением.

## Список композиций
1. Who Will You Run To — 4:06
2. Alone — 3:38
3. There’s The Girl — 3:50
4. I Want You So Bad — 4:21
5. Wait for an Answer — 4:31
6. Bad Animals — 4:54
7. You Ain’t So Tough — 4:05
8. Strangers of the Heart — 3:41
9. Easy Target — 3:58
10. RSVP — 3:39

## Участники записи
- Энн Уилсон: гитара, клавишные, скрипка, вокал и бэк-вокал
- Нэнси Уилсон: гитара, клавишные, пианино, вокал и бэк-вокал
- Марк Андес: бас-гитара
- Денни Кармасси: барабаны
- Том Келли: бэк-вокал
- Говард Лизи: гитара, клавишные, бэк-вокал
- Майк Моран: клавишные